# Mohamed Ali Al-Malky
Mohamed Ali Al-Malky (arab. ‏محمد علي المالكى‎, ur. 4 kwietnia 1959) – saudyjski lekkoatleta, sprinter.
Brał udział w sztafecie 4 × 100 metrów na Letnich Igrzyskach Olimpijskich 1976.